# دلفين مألوف قصير المنقار
الدلفين المألوف قصير المنقار (الاسم العلمي: Delphinus delphis) هو نوع من الحيتانيات، يتبع جنس دلفين شائع.